# Pastinachus solocirostris
Pastinachus solocirostris е вид хрущялна риба от семейство Dasyatidae. Видът е застрашен от изчезване.

## Разпространение
Разпространен е в Индонезия (Калимантан, Суматра и Ява) и Малайзия (Сабах и Саравак).